# Hayfa Sdiri
Hayfa Sdiri, en árabe: هيفاء سديري‎ Hayfā 'Sdīrī, (Túnez, 1997) es una empresaria, activista y bloguera tunecina que en 2019 fue incluida por la BBC en su lista de 100 mujeres del año.

## Trayectoria
En 2016, Sdiri fundó la plataforma en línea Entr@crush para formar a futuros futuros emprendedores y ayudarles a encontrar financiación para sus proyectos.
Actualmente, Sdiri estudia Ciencias Aplicadas, Administración y Dirección de Empresas en la Universidad Dauphine de París.
Sdiri ha trabajado en ONU en Túnez impulsando diversas iniciativas por la igualdad de género.

## Reconocimientos
En 2019, fue incluida entre las 100 mujeres de la BBC, una lista que reconoce a mujeres inspiradoras e influyentes del año.